# 美洲地区世界遗产列表
美洲地区世界遗产列表列出国家的世界遗产。
在这个列表中，文代表文化遗产，自代表自然遗产，自文代表双重遗产。
国家依联合国教科文组织官方的世界遗产列表（页面存档备份，存于）顺序排列，基本上按照国家英文／法文名称的首字母排列；個別国家的遗产项目按照列入世界遗产的时间顺序排列，但由于官方列表的排列顺序时有变化，所以可能与官方排列顺序不一致。

## 阿根廷（12项）
7项文化遗产，5项自然遗产（其中1项与巴西共有，1项与玻利维亚、智利、哥伦比亚、厄瓜多尔、秘鲁共有，1项与法国、日本、比利时、德国、瑞士、印度共有）。
- 冰川国家公园（自，1981年）
- 瓜拉尼人聚居地的耶穌會傳教團（法语：Missions jésuites des Guaranis）：阿根廷的小聖伊格納西奥（英语：San Ignacio Miní）、聖安娜（英语：Nuestra Señora de Santa Ana）、羅雷托聖母（英语：Nuestra Señora de Loreto）和大聖母瑪利亞村（英语：Santa María la Mayor）遺跡、以及巴西的聖米格爾村遺跡（文，1983年，1984年）（与巴西共有）：
巴西的圣米格尔村遗迹（1983年）
阿根廷的小聖伊格納西奥、聖安娜、羅雷托聖母和大聖母瑪利亞村遺跡（1984年）
- 伊瓜苏国家公园（自，1984年）
- 平图拉斯河的洛斯马诺斯岩画（文，1999年）
- 瓦尔德斯半岛（自，1999年）
- 伊斯奇瓜拉斯托/塔拉姆佩雅自然公园（自，2000年）
- 科尔多巴耶稣会牧场和街区（文，2000年）
- 塔夫拉达·德乌玛瓦卡（文，2003年）
- 印加路网（文，2014年）（与玻利维亚、智利、哥伦比亚、厄瓜多尔、秘鲁共有）
- 勒·柯布西耶的建筑作品（文，2016年，与法国、日本、比利时、德国、瑞士、印度共有）
- 盧斯阿萊爾塞斯國家公園（自，2017年）
- 海军机械学院博物馆和纪念地（英语：Navy Petty-Officers School）––曾經的秘密拘留、折磨與處決地（文，2023年）

## 伯利兹（1项）
1项自然遗产。
- 伯利兹堡礁保护区（自，1996年）

## 玻利维亚（7项）
6项文化遗产，1项自然遗产（其中1项与阿根廷、智利、哥伦比亚、厄瓜多尔、秘鲁共有）。
- 波托西城（文，1987年）
- 奇基托斯耶稣传教区（英语：Jesuit Missions of the Chiquitos）（文，1990年）
- 苏克雷历史城市（文，1991年）
- 萨迈帕塔考古遗址（文，1998年）
- 諾爾埃普夫墨爾加多國家公園（自，2000年）
- 蒂亚瓦纳科：蒂亚瓦纳科文化的精神和政治中心（文，2000年）
- 印加路网（文，2014年）（与阿根廷、智利、哥伦比亚、厄瓜多尔、秘鲁共有）

## 巴貝多（1项）
1项文化遗产。
- 布里奇顿及其军事要塞（文，2011年）

## 巴西（23项）
15项文化遗产，7项自然遗产（其中1项与阿根廷共有）,1项双重遗产。
- 欧鲁普雷图历史名镇（文，1980年）
- 奥林达历史中心（文，1982年）
- 瓜拉尼人聚居地的耶穌會傳教團（法语：Missions jésuites des Guaranis）：阿根廷的小聖伊格納西奥（英语：San Ignacio Miní）、聖安娜（英语：Nuestra Señora de Santa Ana）、羅雷托聖母（英语：Nuestra Señora de Loreto）和大聖母瑪利亞村（英语：Santa María la Mayor）遺跡、以及巴西的聖米格爾村遺跡（文，1983年，1984年）（与阿根廷共有）：
巴西的圣米格尔村遗迹（1983年）
阿根廷的小聖伊格納西奥、聖安娜、羅雷托聖母和大聖母瑪利亞村遺跡（1984年）
- 巴伊亚州的萨尔瓦多历史中心（文，1985年）
- 孔戈尼亚斯的仁慈耶稣圣殿（文，1985年）
- 伊瓜苏国家公园 （自，1986年）
- 巴西利亚（文，1987年）
- 卡皮瓦拉山国家公园（文，1991年）
- 圣路易斯历史中心（文，1997年）
- 大西洋沿岸热带雨林保护区（自，1999年）
- 大西洋东南热带雨林保护区（自，1999年）
- 迪亚曼蒂纳镇历史中心（文，1999年）
- 亚马逊河中心综合保护区（自，2000年，2003年）
- 潘塔纳尔保护区（自，2000年）
- 巴西的大西洋群岛：费尔南多·迪诺罗尼亚群岛和罗卡斯环礁保护区（自，2001年）
- 塞拉多保护区：查帕達·多斯·維阿迪羅斯和埃马斯国家公园（自，2001年）
- 戈亚斯城历史中心 （文，2001年）
- 圣克里斯托旺镇的圣弗朗西斯科广场（文，2010年）
- 里約熱內盧：山海之間的卡里奧克景觀（文，2012年）
- 潘普利亚现代建筑（文，2016年）
- 瓦隆古碼頭考古遺址（文，2017年）
- 帕拉蒂和格兰德岛——文化与生物多样性（自文，2019年）
- 罗伯托·布雷·马克思庄园（文，2021年）

## 加拿大（19项）
7项文化遗产
- 兰塞奥兹牧草地国家历史地点（文，1978年）
- 碎頭野牛跳崖（文，1981年）
- 斯冈瓜伊（文，1981年）
- 魁北克历史城区（文，1985年）
- 卢嫩堡老镇（文，1995年）
- 丽多运河（文，2007年）
- 紅灣巴斯克捕鯨站（文，2013年）

11项自然遗产
（其中2项与美国共有） 
- 纳汉尼国家公园（自，1978年）
- 省立恐龙公园（自，1979年）
- 克盧恩/弗蘭格爾-聖伊萊亞斯/冰川灣/塔琴希尼-阿爾塞克（自，1979年，1992年，1994年）（与美国共有）
- 沃特顿-冰川国际和平公园（自，1995年）（与美国共有）
- 森林野牛国家公园（自，1983年）
- 加拿大落基山公园群（自，1984年，1990年）
- 格罗莫讷国家公园（自，1987年）
- 米瓜莎国家公园（英语：Miguasha National Park）（自，1999年）
- 乔金斯化石悬崖（自，2008年）
- 大磨坊（自，2012年）
- 迷斯塔肯角（自，2016年）

1项双重遗产
- 皮马基奥温阿基（自文，2018年）

## 智利（7项）
7项文化遗产（其中1项与阿根廷、玻利维亚、哥伦比亚、厄瓜多尔、秘鲁共有）。
- 拉帕努伊国家公园（文，1995年）
- 奇洛埃的教堂群（文，2000年）
- 瓦尔帕莱索的港口城市的历史区（文，2003年）
- 亨伯斯通和圣劳拉硝石采石场（文，2005年）
- 塞维尔矿业城镇（文，2006年）
- 印加路网（文，2014年）（与阿根廷、玻利维亚、哥伦比亚、厄瓜多尔、秘鲁共有）
- 阿里卡和帕里纳科塔地区的新克罗文化聚落及木乃伊制作（文，2021年）

## 哥伦比亚（9项）
7项文化遗产，2项自然遗产，1项双重遗产（其中1项与阿根廷、玻利维亚、智利、厄瓜多尔、秘鲁共有）。
- 卡塔赫纳的港口、要塞群和古迹群组（文，1984年）
- 洛斯卡蒂奥斯国家公园（自，1994年）
- 圣克鲁斯德蒙波斯历史中心（文，1995年）
- 铁拉登特罗国家考古公园（英语：Tierradentro）（文，1995年）
- 圣阿古斯丁考古公园（文，1995年）
- 马尔佩洛岛动植物保护区（自，2006年）
- 哥倫比亞咖啡文化景觀（文，2011年）
- 印加路网（文，2014年）（与阿根廷、玻利维亚、智利、厄瓜多尔、秘鲁共有）
- 奇里比克特国家公园，“美洲豹的居所”（自文，2018年）

## 哥斯达黎加（4项）
3项自然遗产，1项文化遗产。（其中1项与巴拿马共有）
- 塔拉曼卡山脉-拉阿米斯塔德保护区/拉阿米斯塔德国家公园（自，1983年，1990年，与巴拿马共有）：哥斯达黎加的塔拉曼卡山脉-拉阿米斯塔德保护区（1983年）-巴拿马的拉阿米斯塔德国家公园（1990年）
- 科科岛国家公园（自，1997年，2002年）
- 瓜纳卡斯特自然保护区（自，1999年，2004年）
- 迪奎斯三角洲石球以及前哥伦比亚人酋长居住地（文，2014年）

## 古巴（9项）
7项文化遗产，2项自然遗产。
- 哈瓦那旧城及其工事体系（文，1982年）
- 特立尼达和洛斯因赫尼奥斯山谷（文，1988年）
- 古巴圣地亚哥的圣佩德罗德拉罗卡堡（文，1997年）
- 格朗玛的德桑巴尔科国家公园（自，1999年）
- 比尼亚莱斯山谷（文，1999年）
- 古巴东南第一个咖啡种植园考古风景区（文，2000年）
- 阿里杰罗德胡波尔德国家公园（自，2001年）
- 西恩富戈斯古城（文，2005年）
- 卡玛圭历史中心（文，2008年）

## （1项）
1项自然遗产。
- 毛恩特鲁瓦皮顿山国家公园（自，1997年）

## 多米尼加（1项）
1项文化遗产。
- 圣多明各殖民城市（文，1990年）

## （5项）
3项文化遗产，2项自然遗产（其中1项与阿根廷、玻利维亚、智利、哥伦比亚、秘鲁共有）。
- 基多旧城（文，1978年）
- 加拉帕戈斯群岛（自，1978年，2001年）
- 桑盖国家公园（自，1983年）
- 昆卡的四条河的圣阿娜历史中心（文，1999年）
- 印加路网（文，2014年）（与阿根廷、玻利维亚、智利、哥伦比亚、秘鲁共有）

## 萨尔瓦多（1项）
1项文化遗产。
- 霍亚－德赛伦考古遗址（文，1993年）

## 危地马拉（4项）
3项文化遗产，1项双重遗产。
- 安提瓜危地马拉（文，1979年）
- 蒂卡尔国家公园（自文，1979年）
- 基里瓜考古公园和遗址（文，1981年）
- 阿巴赫·塔卡利克（文，2023年）

## 海地（1项）
1项文化遗产。
- 国家历史公园：城堡、圣苏西宫、拉米尔斯堡垒（西班牙语：Ramiers） （文，1982年）

## 洪都拉斯（2项）
1项文化遗产，1项自然遗产。
- 科潘玛雅古迹遗址（文，1980年）
- 雷奥普拉塔诺生物圈保留地（自，1982年）

## 墨西哥（35项）
27项文化遗产，6项自然遗产，2项双重遗产。
- 墨西哥城歷史中心和索奇米尔科（文，1987年）
- 瓦哈卡历史中心和阿尔班山考古遗址（文，1987年）
- 普埃布拉历史中心（文，1987年）
- 帕伦克的前西班牙城和国家公园（文，1987年）
- 特奥蒂瓦坎的前西班牙城（文，1987年）
- 錫安卡恩（自，1987年）
- 瓜纳华托的历史城镇和临近矿山（文，1988年）
- 奇琴伊察的前西班牙城（文，1988年）
- 莫雷利亚历史中心（文，1991年）
- 埃尔塔欣，前西班牙城（文，1992年）
- 萨卡特卡斯历史中心（文，1993年）
- 圣弗兰西斯科山脉岩画（英语：Rock Paintings of the Sierra de San Francisco）（文，1993年）
- 埃尔比斯开诺鲸鱼禁渔区（英语：Whale Sanctuary of El Vizcaino） （自，1993年）
- 波波卡特佩特爾山坡上的16世紀初期修道院（英语：Monasteries on the slopes of Popocatépetl）（文，1994年）
- 克雷塔罗的历史古迹区（文，1996年）
- 乌斯马尔的前西班牙镇（文，1996年）
- 瓜达拉哈拉的卡瓦尼亚斯救济所（英语：Hospicio_Cabañas）（文，1997年）
- 大卡萨斯的帕魁姆考古区（西班牙语：Paquimé）（文，1998年）
- 塔拉科塔潘历史遗迹区（英语：Tlacotalpan）（文，1998年）
- 霍奇卡尔科考古古迹区（文，1999年）
- 坎佩切的设防镇（文，1999年）
- 坎佩切州的卡拉克穆尔古玛雅城与热带森林保护区（（自文，2002年，2014年）
- 克雷塔罗州的谢拉戈达的方济会传教区（文，2003年）
- 路易斯·巴拉甘住宅和工作室（文，2004年）
- 加利福尼亚湾的群岛和受保护的区域（自，2005年）
- 特基拉的龙舌兰景观和古代工业設施（文，2006年）
- 墨西哥国立自治大学的大学城中心校园（文，2007年）
- 圣米格尔-德阿连德的防卫镇和阿托托尼尔科的纳匝肋人耶稣的圣地（文，2008年）
- 莫那其蝴蝶生物圈保护区（自，2008年）
- 皇家內陸大道（文，2010年）
- 中央瓦哈卡谷的亚古尔和米特拉史前洞穴（文，2010年）
- 厄尔比那喀提和德阿尔塔大沙漠生物圈保护区 （自，2013年）
- 腾布里克神父水道桥（文，2015年）
- 雷維利亞希赫多群島（自，2016年）
- 特瓦坎·奎卡特兰山谷：中部美洲的原始栖息地（自文，2018年）

## 尼加拉瓜（2项）
2项文化遗产。
- 莱昂古城遗址（文，2000年）
- 莱昂大教堂（文，2011年）

## 巴拿马（5项）
2项文化遗产，3项自然遗产。（其中1项与哥斯达黎加共有）
- 巴拿马的加勒比海沿岸的防御工事：波托韦洛—圣洛伦索（英语：Fort San Lorenzo）（文，1980年）
- 达连国家公园（自，1981年）
- 塔拉曼卡山脉-拉阿米斯塔德保护区/拉阿米斯塔德国家公园（自，1983年，1990年，与哥斯达黎加共有）：哥斯达黎加的塔拉曼卡山脉-拉阿米斯塔德保护区（1983年）-巴拿马的拉阿米斯塔德国家公园（1990年）
- 巴拿马城考古遗址及巴拿马城历史名区（英语：Casco Viejo, Panama）（文，1997年，2003年）：带玻利瓦尔沙龙的巴拿马城历史名区（1997年）-巴拿马城考古遗址（2003年）
- 科伊瓦国家公园及其海洋保护特别区（自，2005年）

## 巴拉圭（1项）
1项文化遗产。
- 塔瓦兰格的耶稣和巴拉那的桑蒂西莫－特立尼达耶稣会传教区（文，1993年）

## 秘鲁（13项）
9项文化遗产，2项自然遗产，2项双重遗产（其中1项与阿根廷、玻利维亚、智利、哥伦比亚、厄瓜多尔共有）。
- 库斯科古城（文，1983年）
- 马丘比丘古神庙（自文，1983年）
- 夏文考古遗址（文，1985年）
- 瓦斯卡兰国家公园（自，1985年）
- 昌昌考古区（文，1986年）
- 马努国家公园（自，1987年）
- 利马历史中心（文，1988年，1991年）
- 阿比塞奥河国家公园（自文，1990年，1992年）
- 纳斯卡和朱马纳草原的线条图（文，1994年）
- 阿雷基帕城历史中心（文，2000年）
- 卡拉尔-苏佩圣城（文，2009年）
- 印加路网（文，2014年）（与阿根廷、玻利维亚、智利、哥伦比亚、厄瓜多尔共有）
- 长基罗天文古建遗址群（文，2021年）

## 圣基茨和尼维斯（1项）
1项文化遗产。
- 硫磺山要塞国家公园（文，1999年）

## 圣卢西亚（1项）
1项自然遗产。
- 皮通山保护区（自，2004年）

## 苏里南（2项）
1项文化遗产，1项自然遗产。
- 苏里南中心自然保护区（自，2000年）
- 帕拉马里博历史内城（文，2002年）

## 美国（24项）
11项文化遗产，12项自然遗产，1项双重遗产。（其中2项与加拿大共有）
- 梅萨维德国家公园（文，1978年）
- 黄石国家公园（自，1978年）
- 克盧恩/弗蘭格爾-聖伊萊亞斯/冰川灣/塔琴希尼-阿爾塞克（自，1979年，1992年，1994年）（与加拿大共有）
- 大峡谷国家公园（自，1979年）
- 大沼澤地國家公園（自，1979年）
- 独立大厅（文，1979年）
- 红木国家公园及州立公园（自，1980年）
- 猛犸洞国家公园（自，1981年）
- 奥林匹克国家公园（自，1981年）
- 卡俄基亚土丘历史遗址（文，1982年）
- 大煙山國家公園（自，1983年）
- 波多黎各的古堡（英语：La Fortaleza）与圣胡安历史遗址（英语：San Juan National Historic Site） （文，1983年）（位于属地波多黎各）
- 自由女神像（文，1984年）
- 優勝美地國家公園（自，1984年）
- 查科文化国家历史公园（文，1987年）
- 夏威夷火山国家公园（自，1987年）
- 夏洛茨维尔的蒙蒂塞洛和弗吉尼亚大学（文，1987年）
- 陶斯印第安村（英语：Taos Pueblo）（文，1992年）
- 沃特顿-冰川国际和平公园（自，1995年）（与加拿大共有）
- 卡尔斯巴德洞窟国家公园（自，1995年）
- 帕帕哈瑙莫夸基亚（自文，2010年）
- 波弗蒂角纪念土冢（文，2014年）
- 圣安东尼奥布道所（文，2015年）
- 弗兰克·劳埃德·赖特的20世纪建筑作品（文，2019年）
- 霍普维尔仪式土方工程（英语：Hopewell Culture National Historical Park）（文，2023年）

## 乌拉圭（3项）
3项文化遗产。
- 萨拉门多移民镇的历史区（文，1995年）
- 弗賴本托斯文化工業景觀（文，2015年）
- 工程师埃拉蒂奥·迪埃斯特的作品：阿特兰蒂达教堂（文，2021年）

## 委内瑞拉（3项）
2项文化遗产，1项自然遗产。
- 科罗及其港口（文，1993年）
- 卡奈马国家公园（自，1994年）
- 加拉加斯大学城（文，2000年）

## 外部連結
- 官方的世界遗产列表（页面存档备份，存于）